# كارلين مكرتشيان
كارلين مكرتشيان (25 نوفمبر 1988 يريفان أرمينيا - ) هو لاعب كرة قدم أرمني، يلعب كلاعب وسط.

## وصلات خارجية
كارلين مكرتشيان على موقع الاتحاد الدولي (مؤرشف)  (الإنجليزية)
- كارلين مكرتشيان على موقع الاتحاد الأوربي (الإنجليزية)
- كارلين مكرتشيان على موقع اتحاد أوكرانيا (الإنجليزية)
- كارلين مكرتشيان على موقع قاعدة بيانات كرة القدم.إي يو (الإنجليزية)
- كارلين مكرتشيان على موقع ناشيونال فوتبول تيمز (الإنجليزية)
- كارلين مكرتشيان على موقع Soccerway.com (الإنجليزية)
- كارلين مكرتشيان على موقع عالم كرة القدم.نت (الإنجليزية)
- كارلين مكرتشيان على موقع AS.com (الإسبانية)